# Арзгірський район
Арзгірський район (рос. Арзгирский район) — адміністративна одиниця Росії, Ставропольський край. До складу району входять 8 сільських поселень.
| Росія | Це незавершена стаття з географії Росії. Ви можете допомогти проєкту, виправивши або дописавши її. |